# Willow (band)
Willow was een Belgische band die alternatieve, 80s-verwante indiepop en rock maakte. In 2009 won de groep de Vlaamse-Brabantse muziekwedstrijd Rockvonk, georganiseerd door de Provincie Vlaams-Brabant en concertzaal Het Depot.

## Geschiedenis
De band brak door na hun deelname aan Humo's Rock Rally in 2010, waar ze de derde prijs en de publieksprijs wonnen. In 2012 verscheen hun debuutalbum, We The Young, dat goed was voor twee radiohits in België ("Gold" en "Sweater"). Met de videoclip van "Sweater", dat een internethit werd, won de groep in eigen land de Music Industry Award voor beste videoclip op de Music Industry Awards 2012. Ook de videoclips voor "Remedy" en "Danger", beide van het in 2014 uitgebrachte tweede album Plastic Heaven, werden een internethit. Zo werd "Danger" gelauwerd door GoPro vanwege het creatieve gebruik van één GoPro-camera en 17 spiegels. De video's werden geregisseerd door de Leuvense kunstenaar Filip Sterckx. Op 6 september 2013 maakten koning Filip en koningin Mathilde hun blijde intrede in Leuven. Het koningspaar bezocht onder andere concertzaal Het Depot. Willow mocht daar voor de koning en koningin optreden.
De band stond met zeven singles in De Afrekening van Studio Brussel. Willow speelde onder andere op Dour, Pukkelpop en verschillende binnen- en buitenlandse (festival)podia. Ook verzorgden ze de voorprogramma's van onder andere Editors, Manic Street Preachers, Paul "Interpol" Banks en Garbage.
In 2013 werd drummer Jonas Goddeeris door de luisteraars van Studio Brussel verkozen tot de 9de beste drummer van het land. Bassist Pieter Dhaenens ging in 2015 op wereldreis en verliet de groep voor onbepaalde tijd. In afwachting van de derde plaat bracht Willow in mei 2016 nog de ep "Zacht" uit, waarop bestaande nummers in een intiemere sfeer werden geherinterpreteerd. Onder de noemer "Willow (Zacht)" treedt de band naast haar reguliere shows ook af en toe op in een meer introverte setting, geflankeerd door srtijkers en blazers.
Eind 2018 liet de band weten ermee te stoppen. Gitarist Nils Goddeeris verhuisde voor zijn werk naar Singapore en zonder hem wilde de groep niet meer verderspelen. Willow werkte nog aan een nieuw album, maar dat zou niet meer verschijnen. Op 14 februari 2019 speelde de band in de originele bezetting een afscheidsconcert in Het Depot in Leuven. Frontman Pieter-Jan Van Den Troost richtte in 2019 samen met Pieter Schrevens – de zanger van de band Five Days – de nieuwe popgroep Mirranda op.

## Discografie
- We The Young (2012)
  - Gold (ook uitgebracht als single)
  - Sweater (ook uitgebracht als single)
  - Two Children (ook uitgebracht als single)
  - We Walk Alone (ook uitgebracht als single)
  - Weeping Giants
  - Inner City
  - Sleep with Diamonds
  - House of Love
  - Nerve
  - Wasters
- Plastic Heaven (2014)
  - Plastic Heaven (ook uitgebracht als single)
  - This Restless Body
  - Danger (ook uitgebracht als single)
  - Stay Stay Stay (ook uitgebracht als single)
  - Atlantis
  - Remedy (ook uitgebracht als single)
  - Control
  - PS: What a Mess
  - Temperature Drop
  - The World Slows Down
- Zacht (2016)
  - Stay Stay Stay (Zacht)
  - A New England (Billy Bragg-cover, ook uitgebracht als single)
  - Temperature Drop (Zacht)
  - Remedy (Zacht)
  - Gold (Zacht)